# Patricia Elorza
Patricia Elorza (født 8. april 1984 i Vitoria-Gasteiz) er en spansk håndboldspiller, som spiller for BM Bera Bera i hjemlandet og Spaniens håndboldlandshold.
Hun har været med til at vinde tre bronzemedaljer for det spanske landshold ved VM i håndbold 2011 i Brasilien, EM i håndbold 2014 i Kroatien & Ungarn og ved Sommer-OL 2012 i London.